# Swedish Open 1996 (Badminton)
Die Swedish Open 1996 im Badminton fanden vom 6. bis zum 10. März 1996 in Malmö statt. Mit einem Preisgeld von 60.000 US-Dollar wurde das Turnier als 3-Sterne-Turnier in der Grand-Prix-Wertung eingestuft.

## Sieger und Platzierte
| Disziplin    | Gold                          | Silber                             | Bronze                            |
| ------------ | ----------------------------- | ---------------------------------- | --------------------------------- |
| Herreneinzel | Yu Lizhi                      | Lin Liwen                          | Søren B. Nielsen                  |
| Herreneinzel | Yu Lizhi                      | Lin Liwen                          | Tomas Johansson                   |
| Dameneinzel  | Zhang Ning                    | Ra Kyung-min                       | Lee Joo Hyun                      |
| Dameneinzel  | Zhang Ning                    | Ra Kyung-min                       | Yao Yan                           |
| Herrendoppel | Ade Sutrisna Candra Wijaya    | Sigit Budiarto Dicky Purwotjugiono | Peter Axelsson Pär-Gunnar Jönsson |
| Herrendoppel | Ade Sutrisna Candra Wijaya    | Sigit Budiarto Dicky Purwotjugiono | Ha Tae-kwon Kang Kyung-jin        |
| Damendoppel  | Helene Kirkegaard Rikke Olsen | Kim Mee-hyang Kim Shin-young       | Kelly Morgan Joanne Muggeridge    |
| Damendoppel  | Helene Kirkegaard Rikke Olsen | Kim Mee-hyang Kim Shin-young       | Indarti Issolina Deyana Lomban    |
| Mixed        | Park Joo-bong Ra Kyung-min    | Chen Xingdong Peng Xinyong         | Kim Dong-moon Gil Young-ah        |
| Mixed        | Park Joo-bong Ra Kyung-min    | Chen Xingdong Peng Xinyong         | Flandy Limpele Rosalina Riseu     |